# Discesa dal monte Sinai
La Discesa dal monte Sinai è un affresco (350x572 cm) di Cosimo Rosselli e aiuti, realizzato tra il 1481 e il 1482 e facente parte della decorazione del registro mediano della Cappella Sistina in Vaticano.

## Storia
Per sanare definitivamente il contrasto con papa Sisto IV, Lorenzo de' Medici arrivò a proporre alcuni dei più valenti pittori fiorentini come ambasciatori del primato culturale della sua città affinché si impegnassero nell'ambizioso progetto di decorare la nuova cappella palatina del palazzo Apostolico, avviata nei lavori architettonici nel 1477. Tra gli artisti partiti da Firenze, nell'ottobre del 1480, c'erano Sandro Botticelli, Domenico Ghirlandaio e Cosimo Rosselli, che si unirono al fiorentino "d'adozione" Perugino, probabilmente già a Roma. Ciascuno aveva al seguito numerosi assistenti, tra i quali si sarebbero poi distinti alcuni maestri di prim'ordine. Rosselli aveva ad esempio con sé Piero di Cosimo, legato a lui quanto un figlio adottivo.
I lavori procedettero speditamente e il gruppo dei primi fiorentini, a cui si unì poco dopo anche Luca Signorelli, doveva aver finito la decorazione del registro mediano e superiore della cappella nel 1482. Il progetto iconografico prevedeva una serie di ritratti dei primi trenta pontefici entro nicchie tra le finestre (oggi in larga parte ridipinti e di difficile attribuzione) e sedici grandi riquadri con Storie di Mosè (parete destra) e Storie di Cristo (parete sinistra), messi in parallelo in modo da rappresentare, nel complesso, la trasposizione della legge divina dalle Tavole della Legge alla figura di Cristo e da questi, tramite l'episodio chiave della Consegna delle chiavi a san Pietro e i suoi discendenti, cioè il pontefice stesso. Si trattava quindi di una riaffermazione del fondamento e della sacralità del potere papale, con espliciti richiami anche a chi osava contraddirlo (evidenti nella scena della Punizione dei ribelli). Di queste sedici scene, che rappresentarono il trionfo dell'arte fiorentina del Quattrocento, ne restano oggi quattordici: due, con la pala dell'Assunta, di Perugino  vennero distrutte per far spazio al Giudizio Universale di Michelangelo e due (di Ghirlandaio e Signorelli), sul lato opposto, versavano già un secolo dopo in pessime condizioni e vennero ridipinte nella seconda metà del Cinquecento.
Per quanto riguarda le opere di Cosimo Rosselli, Vasari riporta come esse subirono l'ironia degli altri maestri per la loro debolezza nel disegno: egli era infatti il meno dotato tra quelle robuste personalità artistiche e ciò non mancò di essere rimarcato alla scopritura degli affreschi. Rosselli però, che era consapevole dei suoi limiti ma anche scaltro, aveva accentuato l'uso dei colori forti e brillanti e delle lumeggiature dorate che riverberavano soprattutto alla luce delle candele. Ciò piacque particolarmente al papa, che intendendosi poco d'arte preferiva, evidentemente, l'appariscente al bello, decretando la sua preferenza proprio per il Rosselli, che risultò quindi il vincitore nell'impresa.

## Descrizione e stile
La scena, come altre del ciclo, mostra più episodi contemporaneamente ed è chiarita dall'iscrizione sul fregio soprastante: PROMULGATIO LEGIS SCRIPTE PER MOISEM. In alto Mosè, inginocchiato sul monte Sinai e sempre seguito da Giosuè (in questo caso addormentato), riceve le tavole da Dio che appare in una nube luminosa circondato da angeli.
In primo piano a sinistra Mosè porta le tavole al popolo d'Israele, sullo sfondo dell'accampamento di tende, ma al centro scopre la creazione dell'altare del vitello d'oro, attorno al quale stanno gli ebrei inginocchiati in venerazione spronati da Aronne. La posizione di spalle di alcuni di essi era quella di solito riservata alle figure negative, come Giuda Iscariota tra gli apostoli dell'Ultima Cena. A quella visione Mosè, al centro, si adira rompendo in terra le Tavole. A destra si vedono in primo piano alcuni ritratti nella moltitudine delle genti e in secondo piano avviene la punizione degli idolatri e la ricezione delle nuove Tavole.